# Vollenhovia emeryi
Vollenhovia emeryi es una especie de hormiga del género Vollenhovia, tribu Crematogastrini, familia Formicidae. Fue descrita científicamente por Wheeler en 1906.
Se distribuye por Estados Unidos, China, Japón, Corea del Norte, Corea del Sur, Taiwán y Tailandia. Se ha encontrado a elevaciones de hasta 840 metros. Habita en bosques húmedos.